# Viking Piper (schip, 1975)
De Viking Piper was een halfafzinkbare pijpenlegger van Viking Jersey Equipment, een samenwerkingsverband van IHC Inter, Heerema, Spie batignolles, Fearnley & Eger en de Bank of Scotland. Het werd in 1975 bij de IHC Gusto gebouwd. Dit was de eerste pijpenlegger van de derde generatie. Het volgde het halfafzinkbare concept van de Choctaw I vanwege de goede eigenschappen in zeegang, maar was groter voor meer stabiliteit en pijpenleggend over het midden in plaats van over de zij. Waar conventionele pontons zo’n 45% van de tijd konden werken op de Noordzee, zou met dit concept zo’n 80% haalbaar zijn.
De eerste opdracht was het leggen van de Ninian-pijpleiding van het Ninian-veld naar Sullom Voe voor BP. Dit was een groot succes, maar daarna waren de opdrachten lange tijd niet winstgevend en had het schip regelmatig geen werk.
Santa Fe International Corporation, dat al enkele pijpenleggers in beheer had, nam in 1977 een belang van 75% in Viking Jersey Equipment. In 1981 nam McDermott het schip over nadat Taylor Woodrow er niet in geslaagd was om met een Brits consortium een centraal gasleidingsysteem te financieren op de Noordzee. Het schip werd daarna McDermott Lay Barge 200 gedoopt en van 1998 LB 200.
Nadat McDermott een joint-venture was aangegaan met ETPM nam deze het beheer over van het schip. Met de ontbinding van de joint-venture in 1998 verkreeg ETPM het schip. In 2000 werd ETPM overgenomen door Stolt Offshore dat in 2006 een doorstart maakte als Acergy. Het schip kreeg daarbij de naam Acergy Piper en legde onder meer de Langeled-pijpleiding, de langste pijpleiding tot dan toe. In 2009 nam Saipem het schip over dat daarna tot 2016 als Castoro 7 rondvoer. In dat jaar werd het gesloopt in Alang.